# Jackie & Ryan
Jackie & Ryan è un film del 2014 scritto e diretto da Ami Canaan Mann.

## Trama
Ryan vive di musica e si sposta in treno per il Paese senza avere una meta precisa. Durante uno dei suoi viaggi incontra Jackie. Un viaggio che gli cambia la vita.

## Produzione

### Riprese
Le riprese del film si sono svolte tra gennaio e febbraio 2014 nello Utah.

## Distribuzione
Il film è stato proiettato per la prima volta il 31 agosto 2014 alla 71ª Mostra internazionale d'arte cinematografica di Venezia, nella sezione Orizzonti.